# Detroit Pistons 2015-2016
La stagione 2015-16 dei Detroit Pistons fu la 67ª nella NBA per la franchigia.
I Detroit Pistons arrivarono terzi nella Central Division della Eastern Conference con un record di 44-38. Nei play-off persero al primo turno con i Cleveland Cavaliers (4-0).

## Roster
| N° | Naz.                   | Ruolo | Sportivo                 | Anno | Alt. | Peso \|\| |
| -- | ---------------------- | ----- | ------------------------ | ---- | ---- | --------- |
| 0  | Stati Uniti (bandiera) | C     | Andre Drummond           | 1993 | 213  | 127       |
| 1  | Stati Uniti (bandiera) | G     | Reggie Jackson           | 1990 | 191  | 94        |
| 3  | Stati Uniti (bandiera) | A     | Stanley Johnson          | 1996 | 201  | 111       |
| 5  | Stati Uniti (bandiera) | G     | Kentavious Caldwell-Pope | 1993 | 196  | 93        |
| 6  | Stati Uniti (bandiera) | G     | Darrun Hilliard          | 1993 | 198  | 93        |
| 7  | Stati Uniti (bandiera) | G     | Brandon Jennings         | 1989 | 185  | 77        |
| 8  | Stati Uniti (bandiera) | G     | Spencer Dinwiddie        | 1993 | 198  | 91        |
| 12 | Australia (bandiera)   | C     | Aron Baynes              | 1986 | 208  | 118       |
| 13 | Stati Uniti (bandiera) | A     | Marcus Morris            | 1989 | 206  | 107       |
| 20 | Stati Uniti (bandiera) | G     | Jodie Meeks              | 1987 | 193  | 94        |
| 22 | Stati Uniti (bandiera) | G     | Steve Blake              | 1980 | 191  | 78        |
| 23 | Turchia (bandiera)     | A     | Ersan İlyasova           | 1987 | 208  | 107       |
| 25 | Stati Uniti (bandiera) | A     | Reggie Bullock           | 1991 | 201  | 93        |
| 32 | Stati Uniti (bandiera) | A     | Justin Harper            | 1989 | 208  | 102       |
| 34 | Stati Uniti (bandiera) | A     | Tobias Harris            | 1992 | 206  | 107       |
| 43 | Stati Uniti (bandiera) | A     | Anthony Tolliver         | 1985 | 203  | 109       |
| 50 | Canada (bandiera)      | C     | Joel Anthony             | 1982 | 206  | 111       |

## Staff tecnico
- Allenatore: Stan Van Gundy
- Vice-allenatori: Brendan Malone, Bob Beyer, Charles Klask, Tim Hardaway, Malik Allen
- Preparatore atletico: Jon Ishop
- Preparatore fisico: Anthony Harvey